# Germinal (jornal)
Germinal (זשערמינאל, também transliterado como Zsherminal) foi um jornal anarquista publicado no idioma ídiche, na cidade de Londres editado pelo ativista libertário Rudolf Rocker. Foi editado em dois períodos distintos sendo o primeiro de 1900 a 1903, e o segundo de 1905 a 1908.